# Topcroft
Topcroft is een civil parish in het bestuurlijke gebied South Norfolk, in het Engelse graafschap Norfolk met 265 inwoners.